# Эрменгол VIII (граф Урхеля)

Каталонские графства в IX—XII вв

Арменгол (Эрменгол) VIII (Armengol VIII, Ermengol VIII), известный как Ermengol el de Sant Hilari (ок. 1158 — 16 октября 1209) — граф Урхеля с 1184. Последний мужской представитель династии, правившей графством Урхель с 992 года.
Сын Арменгола VII Урхельского и Дульсы де Фуа, дочери графа Фуа Роже III.
Наследовал отцу в 1184 году. В период его правления обозначился упадок графства Урхель, вызванный многочисленными разорительными войнами с виконтами Ажера.
В 1178 году Арменгол VIII женился на Эльвире Перес (р. ок. 1175, ум. 1220), дочери виконта Нарбонны Педро Манрике де Лара и инфанты Санчи Наваррской. Единственный ребёнок — дочь Эрумба (Aurembiaix) (1196—1231).
В 1206 г. племянник Арменгола Геро IV де Кабрера предъявил свои претензии на наследство. Однако граф Урхеля в своём завещании, составленном в 1208 году, обратился к папе Иннокентию III и попросил его стать защитником дочери.
После смерти Арменгола VIII его вдова Эльвира Перес поручила управление графством Урхель арагонскому королю Педро II, а сама вышла замуж за некоего Гиллема де Сервера (Guillem de Cervera).